# Patagosphenos watuku
Patagosphenos watuku — викопний вид дзьобоголових плазунів, що існував у пізній крейді (100-94 млн років тому). Викопні рештки плазуни виявлені у відкладеннях формації Уїнкуль в Аргентині. Зразок представлений частковими краніальними та посткраніальними рештками, дуже схожими на інших ейленодонтинових, таких як Kaikaifilusaurus та Eilenodon. 